# 李隆
李 隆（り りゅう、洪武25年（1392年）- 正統12年10月25日（1447年12月2日））は、明代の軍人。字は彦平。本貫は和州。

## 生涯
李濬の子として生まれた。永楽4年（1406年）9月、15歳で襄城伯の封を嗣いだ。体格雄偉で将才があった。永楽帝の漠北遠征にたびたび従軍し、奇策で敵を手玉に取ったので、永楽帝に賞賛された。永楽帝が北京に遷都すると、李隆は南京の留守を命じられた。永楽22年（1424年）、洪熙帝が即位すると、山海関に出向するよう命じられたが、まもなく南京に戻されて再び留守をつとめた。李隆は読書して文章を好み、盛んに議論をおこない、清廉慎重で法を守り、士大夫を敬愛して礼を尽くした。南京にいること18年、前後して璽書200あまりを賜った。李隆が北京に召還されると、南京の民は江上で涙を流して見送った。
正統5年（1440年）、入朝して禁軍を統率した。正統11年（1446年）、大同の辺境を巡察し、宝刀1本を正統帝から賜った。任務を終えて帰還したが、一人も殺すことはなかった。正統12年（1447年）10月、死去した。

## 子女
- 李珍（後嗣、土木の変で死去した。侯位を追贈された。諡は悼僖といった。男子がなかった）
- 李璉（容貌が醜く、後嗣となれなかった）
- 李瑾（兄の李珍が死去すると、後を嗣いだ）